# Trzebiesławice (województwo świętokrzyskie)
Trzebiesławice – wieś w Polsce, położona w województwie świętokrzyskim, w powiecie sandomierskim, w gminie Łoniów.
| SIMC    | Nazwa                | Rodzaj    |
| ------- | -------------------- | --------- |
| 0798245 | Krysin               | część wsi |
| 0798251 | Przezwody            | część wsi |
| 0798268 | Trzebiesławice Stare | część wsi |

Wierni Kościoła rzymskokatolickiego należą do parafii św. Mikołaja w Łoniowie.
W latach 1975–1998 miejscowość administracyjnie należała do województwa tarnobrzeskiego.
Przez miejscowość przebiega droga krajowa nr 9 z Radomia do Rzeszowa.